# Pelvoux (Hautes-Alpes)
Pelvoux (okzitanisch Pelvós) ist eine Ortschaft und eine ehemalige französische Gemeinde mit 430 Einwohnern (Stand: 1. Januar 2018) im Département Hautes-Alpes in der Region Provence-Alpes-Côte d’Azur. Sie gehörte zum Arrondissement Briançon und zum  Kanton L’Argentière-la-Bessée.
Mit Wirkung vom 1. Januar 2017 wurden die früheren Gemeinden Pelvoux und Vallouise zu einer Commune nouvelle mit dem Namen Vallouise-Pelvoux zusammengelegt und haben in der neuen Gemeinde den Status einer Commune déléguée. Der Verwaltungssitz befindet sich im Ort Pelvoux.

## Geografie
Die Gemeinde Pelvoux grenzte
- im Norden an Villar-d’Arêne und Le Monêtier-les-Bains,
- im Osten an La Salle-les-Alpes, Puy-Saint-André und Saint-Martin-de-Queyrières,
- im Süden an Vallouise,
- im Westen an Saint-Christophe-en-Oisans.

Die Erhebung La Barre des Écrins im Bergmassiv Massiv d’Écrins ergibt auf 4102 m den höchsten Punkt in der Gemeindegemarkung. Weitere örtliche Erhebungen heißen
- Dôme de Neige, 4015 m,
- L’Ailefroide, 3954 m,
- Mont Pelvoux, 3943 m,
- Pic Sans Nom, 3913 m,
- Pic Coolidge, 3775 m,
- Roche Faurio, 3730 m,
- Montagne des Agneaux, 3664 m,
- Pic de Neige Cordier, 3614 m

Gletscher in der Gemeindegemarkung sind der Glacier Blanc, der Glacier Noir und der Glacier du Sélé.

## Bevölkerungsentwicklung

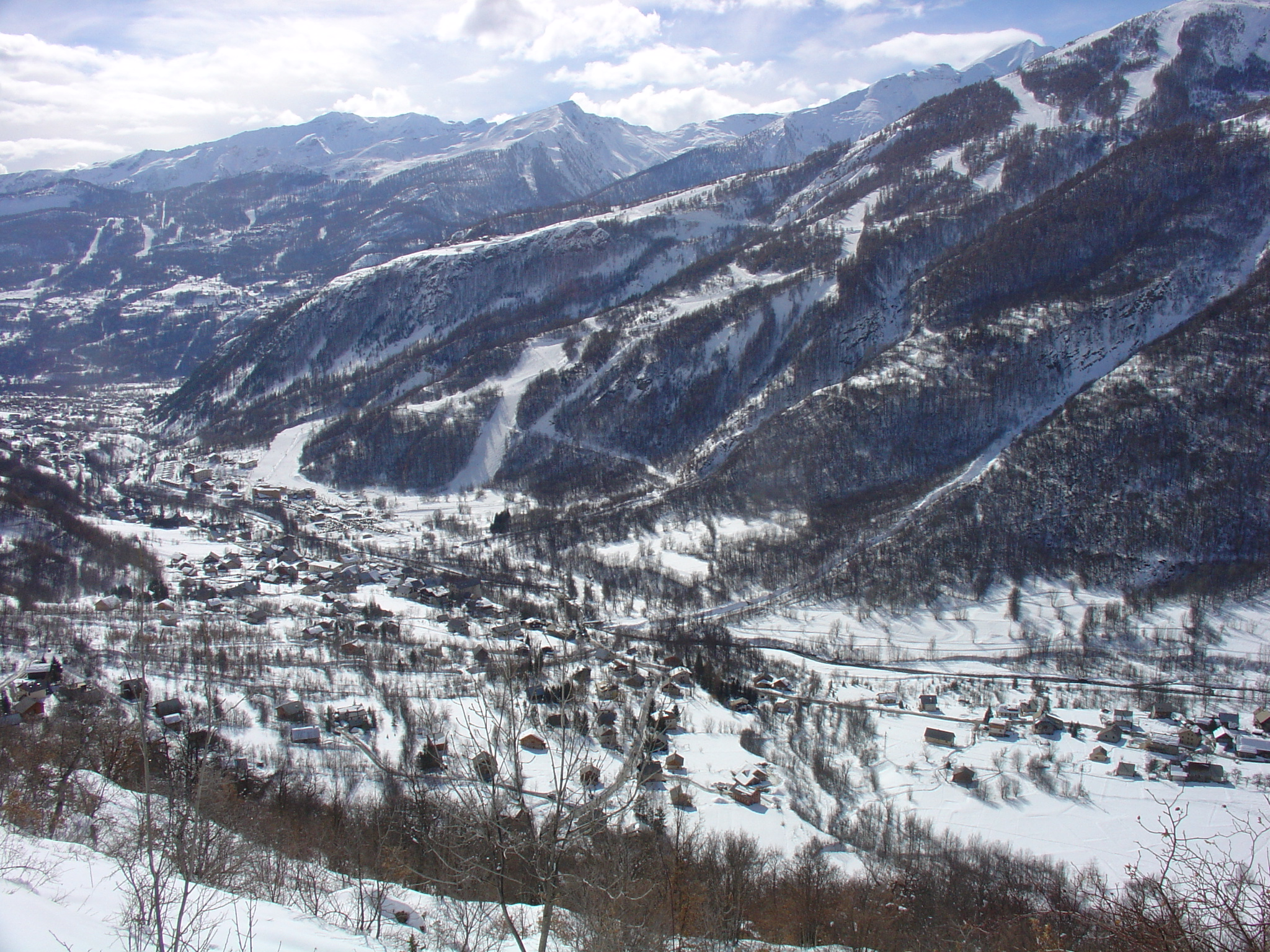
Winterliches Panorama von Pelvoux

| Jahr      | 1962 | 1968 | 1975 | 1982 | 1990 | 1999 | 2006 | 2008 | 2012 | 2018 |
| --------- | ---- | ---- | ---- | ---- | ---- | ---- | ---- | ---- | ---- | ---- |
| Einwohner | 307  | 310  | 312  | 348  | 335  | 404  | 439  | 449  | 473  | 430  |